# Larsenianthus
Larsenianthus là một chi thực vật có hoa trong họ Zingiberaceae.

## Từ nguyên
Tên chi được đặt là Larsenianthus; bao gồm Larsen để vinh danh Kai Larsen (1926–2012) từ Đại học Aarhus ở Đan Mạch, một chuyên gia về hệ thống học họ Zingiberaceae và anthusis là từ trong tiếng Hy Lạp để chỉ hoa.

## Phân bố
Các loài trong chi này có tại Đông Himalaya (đông bắc Ấn Độ, đông bắc Bangladesh, miền bắc Myanmar).

## Mô tả
Cây thảo thân rễ, thường xanh, sống trên cạn, mọc thành cụm với 10-20 chồi mỗi cây, cao 1-2,5 m, mặt phẳng hàng lá song song với thân rễ, mỗi chồi 2-12 lá, mọc so le, từ không cuống đến có cuống lá. Cụm hoa đầu cành trên chồi có lá hoặc ở gốc trên chồi không lá, có cuống cụm hoa; các lá bắc đính gốc, uốn ngược hoặc áp ép, sắp xếp kiểu xoắn ốc và xếp lợp, 35-80 mỗi cụm hoa, không túi, cây con đôi khi ngẫu nhiên tạo ra trong các lá bắc vô sinh ở gốc cụm hoa; hoa thuần thục từ đáy tới đỉnh cụm hoa. Lá bắc con có kích thước thay đổi, lá trong cùng có kích thước lớn nhất, không hình ống. Hoa dễ thấy, trong các xim hoa bọ cạp xoắn ốc từ 2-6 hoa hoặc hoa hiếm khi giảm còn 1; đài hoa hình ống, 3 răng, ngắn hơn tràng hoa; ống hoa dài và cong, thò hẳn ra ngoài lá bắc, các thùy tràng hoa gần đều với thùy lưng hơi lớn hơn các thùy bên, đỉnh mở thuôn dài, giáp với hai mặt bên có mép dày và thuôn tròn được tạo thành từ gốc của các nhị lép bên và cánh môi; các nhị lép bên nhỏ, hình bát, uốn ngược; cánh môi hẹp đáy, nở rộng về phía đỉnh, thuôn dài, hình mác ngược hoặc hình thìa, mép đáy dày lên, gồ lên với rãnh trung tâm hoặc hình chữ 'V' ở mặt cắt ngang, đỉnh có răng hoặc nguyên; nhị sinh sản dài và cong trên cánh môi, bao phấn thuôn dài, không mào, mô vỏ bao phấn nứt dọc theo toàn bộ chiều dài; các tuyến trên bầu thẳng; vòi nhụy với đầu nhụy nhô ra ngoài mô vỏ bao phấn; bầu nhụy 3 ngăn, quả nang thuôn dài, hai lớp với lớp ngoài tách thành ba phần cuộn xoắn, lớp trong tạo thành màng áo hạt che phủ 1-10 hạt.
Larsenianthus là một chi khác biệt trong tông Zingibereae. Nó có một số điểm tương đồng với các chi như Hedychium, Globba và Pommereschea ở các bộ phận sinh dưỡng, hướng lá bắc và chỉ nhị dài. Tính độc đáo của chi và mối quan hệ gần gũi của nó với Hedychium được xác nhận trong các phân tích dữ liệu trình tự DNA của phát sinh chủng loài. Tuy nhiên, sự kết hợp các đặc điểm độc đáo bao gồm cánh môi hẹp, thuôn dài với các rìa hơi dày và phần tâm có rãnh sâu kết hợp với các nhị lép bên nhỏ, hình chén và chỉ nhị uốn vòm cung mạnh giúp phân biệt rõ ràng chi này này với các chi khác trong tông. Hai đặc điểm bổ sung đặc trưng cho ít nhất 2 trong 4 loài của chi (L. assamensis và L. careyana) là quả nang màu trắng bất thường với cấu trúc áo hạt hợp nhất dạng keo bao bọc hạt và nhiều cây con ngẫu nhiên hình thành ở nách các lá bắc vô sinh tại gốc cụm hoa.

## Các loài
Hiện tại chi này có 4 loài:
- Larsenianthus arunachalensis M.Sabu, Sanoj & Rajesh Kumar, 2010
- Larsenianthus assamensis S.Dey, Mood & S.Choudhury, 2010
- Larsenianthus careyanus (Benth. & Hook.f.) W.J.Kress & Mood, 2010
- Larsenianthus wardianus W.J.Kress, Thet Htun & Bordelon, 2010

## Phát sinh chủng loài
Cây phát sinh chủng loài dưới đây lấy theo Kress et al. (2010).

|  | Larsenianthus assamensis                                                                 |
|  |                                                                                          |
|  | \| \| Larsenianthus arunachalensis \| \| \| \| \| \| Larsenianthus careyanus \| \| \| \| |
|  |                                                                                          |
|  | Larsenianthus arunachalensis                                                             |
|  |                                                                                          |
|  | Larsenianthus careyanus                                                                  |
|  |                                                                                          |

|  | Larsenianthus arunachalensis |
|  |                              |
|  | Larsenianthus careyanus      |
|  |                              |

|  | Larsenianthus assamensis                                                                 |
|  |                                                                                          |
|  | \| \| Larsenianthus arunachalensis \| \| \| \| \| \| Larsenianthus careyanus \| \| \| \| |
|  |                                                                                          |
|  | Larsenianthus arunachalensis                                                             |
|  |                                                                                          |
|  | Larsenianthus careyanus                                                                  |
|  |                                                                                          |

|  | Larsenianthus arunachalensis |
|  |                              |
|  | Larsenianthus careyanus      |
|  |                              |